# 신토쿠정
신토쿠정(일본어: 新得町)은 일본 홋카이도 도카치 종합진흥국 관내의 가미카와군에 있는 정이다.
정명의 유래는 아이누어의 ‘싯트크·나이’(シットク・ナイ, 산의 어깨, 구석)이다. 또 아이누인이 이용하는 주조를 위한 칠기를 ‘신트코’(シントコ)라고 해 이것을 만들기 위한 토지였다고도 한다.

## 지리
도카치 종합진흥국 관내의 서부 산간에 위치하고, 남북으로 긴 지형이다. 도카치강 최상류에 위치한다. 정의 대부분은 고산 지대로 되어 있어 북부는 2,000m급 산이 많이 있는 삼림 지대이다. 정 남부는 구릉지대로 메밀밭이 펼쳐진다.
남동부 평야 중앙에 사호로 고지가 남북으로 가로 놓이고, 서부에 신토쿠 시가지, 동부에 굿타리 시가지가 있다. 면적은 홋카이도 내에서는 아쇼로정, 베쓰카이정, 시베차정에 뒤이어 일본의 정촌 중에서 4번째로 넓다. 특별폭설지대이고 겨울에 적설이 많다.

## 역사
- 1915년 4월 1일 - 히토마이촌외 1촌 호장사무소에서 굿타리촌(屈足村)으로 분리되어 2급 정촌제를 시행했다.
- 1923년 4월 1일 - 1급 정촌제를 시행해 신토쿠촌으로 개칭했다.
- 1933년 5월 1일 - 정으로 승격해 신토쿠정이 되었다.

## 경제
주요 산업으로 농업, 낙농업이 활발하다. 농산물에서는 메밀 생산이 활발하여 특산품으로 신토쿠 소바가 있다.

## 교통

### 철도
- 홋카이도 여객철도
  - 네무로 본선
  - 세키쇼선

### 도로
- 도토 자동차도
- 국도 38호선

## 기후
| 신토쿠정의 기후                                              | 신토쿠정의 기후 | 신토쿠정의 기후 | 신토쿠정의 기후 | 신토쿠정의 기후 | 신토쿠정의 기후 | 신토쿠정의 기후 | 신토쿠정의 기후 | 신토쿠정의 기후 | 신토쿠정의 기후 | 신토쿠정의 기후 | 신토쿠정의 기후 | 신토쿠정의 기후 | 신토쿠정의 기후 |
| 월                                                           | 1월             | 2월             | 3월             | 4월             | 5월             | 6월             | 7월             | 8월             | 9월             | 10월            | 11월            | 12월            | 연간            |
| ------------------------------------------------------------ | --------------- | --------------- | --------------- | --------------- | --------------- | --------------- | --------------- | --------------- | --------------- | --------------- | --------------- | --------------- | --------------- |
| 역대 최고 기온 °C (°F)                                       | 8.5 (47.3)      | 11.9 (53.4)     | 16.6 (61.9)     | 27.4 (81.3)     | 35.4 (95.7)     | 35.9 (96.6)     | 35.4 (95.7)     | 36.2 (97.2)     | 32.7 (90.9)     | 26.4 (79.5)     | 20.7 (69.3)     | 15.1 (59.2)     | 36.2 (97.2)     |
| 일평균 최고 기온 °C (°F)                                     | −2.2 (28.0)     | −1.4 (29.5)     | 3.2 (37.8)      | 10.6 (51.1)     | 17.2 (63.0)     | 20.7 (69.3)     | 23.7 (74.7)     | 24.7 (76.5)     | 21.0 (69.8)     | 14.7 (58.5)     | 7.2 (45.0)      | 0.2 (32.4)      | 11.6 (53.0)     |
| 일일 평균 기온 °C (°F)                                       | −6.2 (20.8)     | −5.6 (21.9)     | −1.1 (30.0)     | 5.3 (41.5)      | 11.3 (52.3)     | 15.2 (59.4)     | 18.8 (65.8)     | 19.8 (67.6)     | 16.0 (60.8)     | 9.5 (49.1)      | 3.0 (37.4)      | −3.3 (26.1)     | 6.9 (44.4)      |
| 일평균 최저 기온 °C (°F)                                     | −11.1 (12.0)    | −10.7 (12.7)    | −5.7 (21.7)     | 0.0 (32.0)      | 5.5 (41.9)      | 10.3 (50.5)     | 14.7 (58.5)     | 15.7 (60.3)     | 11.4 (52.5)     | 4.5 (40.1)      | −1.1 (30.0)     | −7.3 (18.9)     | 2.2 (35.9)      |
| 역대 최저 기온 °C (°F)                                       | −25.7 (−14.3)   | −28.3 (−18.9)   | −22.6 (−8.7)    | −11.6 (11.1)    | −4.5 (23.9)     | 0.3 (32.5)      | 4.9 (40.8)      | 6.7 (44.1)      | −0.2 (31.6)     | −5.2 (22.6)     | −12.4 (9.7)     | −20.7 (−5.3)    | −28.3 (−18.9)   |
| 평균 강수량 mm (인치)                                        | 46.4 (1.83)     | 40.1 (1.58)     | 54.1 (2.13)     | 67.3 (2.65)     | 92.5 (3.64)     | 93.0 (3.66)     | 149.6 (5.89)    | 206.1 (8.11)    | 168.1 (6.62)    | 109.3 (4.30)    | 76.9 (3.03)     | 58.9 (2.32)     | 1,162.2 (45.76) |
| 평균 강설량 cm (인치)                                        | 121 (48)        | 112 (44)        | 123 (48)        | 26 (10)         | 3 (1.2)         | 0 (0)           | 0 (0)           | 0 (0)           | 0 (0)           | 1 (0.4)         | 26 (10)         | 107 (42)        | 517 (204)       |
| 평균 강수일수 (≥ 1.0 mm)                                     | 8.7             | 8.3             | 10.5            | 11.2            | 11.7            | 11.0            | 13.9            | 13.8            | 13.2            | 11.8            | 11.6            | 9.5             | 135.2           |
| 평균 강설일수                                                | 13.3            | 13.1            | 14.6            | 3.2             | 0.3             | 0               | 0               | 0               | 0               | 0.1             | 3.3             | 11.3            | 59.2            |
| 평균 월간 일조시간                                           | 48.0            | 69.7            | 129.7           | 174.5           | 201.2           | 174.0           | 169.2           | 174.4           | 167.5           | 124.3           | 51.9            | 29.6            | 1,711.6         |
| 출처: 일본 기상청 (평년값: 1991년~2020년, 극값: 1977년~현재) |                 |                 |                 |                 |                 |                 |                 |                 |                 |                 |                 |                 |                 |